# Kléber Balmat
Pour les articles homonymes, voir Balmat.
Pierre François Clébert "Kléber" Balmat, né le 20 juin 1896 à Chamonix et mort dans cette ville le 20 juillet 1961, est un coureur du combiné nordique et un sauteur à ski français. Il exerça la profession de guide.

## Biographie
En 1914, il remporte le concours international de ski qui a lieu cette année-là à Chamonix. Il participe à la Première Guerre mondiale en tant que chasseur skieur où il se retrouve sur le front russe.
En 1924, il se classe 1er dans le fond, 6e dans le demi-fond et 1er du saut dans les épreuves de sélections pour les jeux olympiques. Il participe aux Jeux olympiques d'hiver de Chamonix où il termine 10e du combiné et 15e du saut. En 1925, il remporte le championnat de France de ski. En 1927, il bat le record de France de saut à ski (47 m) sur le tremplin olympique du Mont. 
En 1928, il participe Jeux olympiques d'hiver de St-Moritz où il se classe 28e du combiné et 24e du saut. Lors de ces jeux olympiques, il réalise un saut de 54 m ce qui est un nouveau record de France.

## Résultats

### Jeux olympiques
| Épreuve / Édition | Chamonix 1924 | St-Moritz 1928 |
| Combiné           | 10e           | 28e            |
| Saut à ski        | 15e           | 24e            |

### Championnats de France
En 1925, il remporte le championnat de France de ski.